# Alessandro Cecchi Paone
Alessandro Cecchi Paone (Roma, 16 settembre 1961) è un giornalista, conduttore televisivo, divulgatore scientifico, docente universitario, saggista e politico italiano.
Noto divulgatore scientifico e presentatore televisivo di programmi culturali, negli ultimi anni ha lavorato anche in trasmissioni di intrattenimento.
È stato direttore del canale culturale Marcopolo, edito dal gruppo Sciscione, in onda prima sulla piattaforma satellitare Sky, poi sul digitale terrestre e sulla piattaforma Tivùsat. Dal 4 aprile al 31 luglio 2016 è stato conduttore televisivo e vicedirettore del TG4.
Dal 1977 lavora come autore, conduttore e responsabile di programmi radiotelevisivi divulgativi e di infotainment per Rai, RaiUno, RaiDue, ReteDue, Mediaset, Sky, ClassCNBC, Gay.tv. È stato inoltre anchorman di TG2, TG4, StudioAperto, Canale5News e Dentrolanotizia e capo-progetto di Macchina Del Tempo, Appuntamento con la Storia, MTChannel e MarcoPolo Channel.

## Biografia
Dopo aver conseguito la maturità classica con il massimo dei voti (60/60), ha ottenuto la laurea in scienze politiche presso l'Università degli Studi di Roma "La Sapienza" con una votazione di 110 e lode.
Dal 1986 risiede a Milano, e ha svolto attività accademica in diversi atenei italiani. Ha insegnato Marketing della comunicazione culturale presso l'Università Bocconi e l'Università Ca' Foscari di Venezia. È docente di Teoria e tecnica del documentario turistico all'Università degli Studi di Milano-Bicocca e all'Università telematica internazionale UniNettuno.
Collabora inoltre con l'Università degli Studi Suor Orsola Benincasa di Napoli, dove insegna scrittura per la produzione documentaristica, e con l'Università degli Studi dell'Insubria di Como, nell’ambito della documentazione scientifica.
È infine docente di scienze della comunicazione presso l'Università di Cassino e del Lazio Meridionale.
È autore del manuale Immagini dal mondo, edito da UTET.
È stato premiato come giornalista e divulgatore scientifico nel corso dell'undicesima edizione del "Grand Prix Corallo Città di Alghero". Alessandro Cecchi Paone è, per sua esplicita dichiarazione, affiliato alla loggia di Milano "Cinque giornate" del Grande Oriente d'Italia, la principale obbedienza della massoneria italiana. È inoltre iscritto da moltissimi anni al WWF Italia, del quale è stato consigliere nazionale. Militante per i diritti umani e civili, repubblicano, laico, liberale e libertario, è stato consigliere della Venice International Foundation.

### Carriera radiotelevisiva e giornalistica
Il suo esordio televisivo è avvenuto nel 1977, conducendo su Rai 1 un telegiornale per ragazzi. Nel 1983 vince il concorso Un volto nuovo per gli anni '80; nel 1985 è co-conduttore con Paola Giovetti della trasmissione dedicata ai fenomeni paranormali Mister O, in prima serata su Rai 1. Nel 1986 sulla stessa rete affianca Loretta Goggi nel programma Il bello della diretta. Dal 1990 è iscritto nell'albo dei professionisti dell'Ordine dei Giornalisti del Lazio. Nel 1992 conduce il TG2 delle 13:00. Nel 1993 conduce su Rai 2 con Paola Perego il programma di fine settimana Mattina in famiglia in cui conduce, con l'analista Ottavio Rosati, Lo psicologo di famiglia una rubrica di servizio basata sulle lettere degli spettatori, sull'esempio del programma di Françoise Dolto alla radio francese negli anni settanta.
Nel 1996, passa a Mediaset per presentare Amici animali e Mediterraneo sulla rotta di Ulisse. Su Rete 4 conduce con grande successo altri due programmi: Appuntamento con la storia e La macchina del tempo. Nell'edizione del 2001 dei Telegatti protesta platealmente quando la prima edizione del reality show Grande Fratello viene inserito, risultando vincente, nella categoria Costume e Cultura insieme al suo programma e a Superquark. Cecchi Paone ha collaborato con i quotidiani Il Giornale e Il Giorno.
Dal 2001 al 2005 è alla guida di MT Channel, un canale satellitare prodotto da Mediaset per Sky e ispirato al programma La macchina del tempo. Nel 2005-06 è autore e conduttore del programma Alessandro. Le grandi conquiste dell'economia in onda su Mediolanum Channel, all'interno della quale va in onda il cartone animato Elmo in cui il protagonista ha le sembianze dello stesso Cecchi Paone. Dopo la chiusura di MT Channel, dal settembre 2006 fino a gennaio 2007 Cecchi Paone è ideatore e conduttore del programma Open Space, un salotto - reality show del canale satellitare GAY.tv.
Dal 2007 conduce su Italia 1 il quiz Azzardo; per via dei bassi ascolti, cede la trasmissione a Daniele Bossari e Ainett Stephens, per avvicinare il pubblico più giovane alla trasmissione, che verrà rinominata Azzardo - The Match. Dal settembre 2007 conduce Klima News tutti i giorni su Radio Kiss Kiss. Alessandro Cecchi Paone, partecipa alla quinta edizione de L'isola dei famosi su Rai 2, nonostante abbia più volte criticato duramente il format dei reality show, dal quale si ritira dopo 5 settimane. Nel 2008 conduce la nuova edizione di Scommettiamo che...?, dove viene affiancato da Matilde Brandi. Dal settembre 2009 torna a Mediaset, precisamente su Canale 5. Il 22 febbraio 2011 esordisce come inviato speciale nella settima puntata del programma di Italia 1, Mistero. Nel 2011 e nel marzo 2012 è relatore al congresso nazionale del Grande Oriente d'Italia a Rimini.
Nel 2012 torna come naufrago alla nona edizione de L'isola dei famosi, venendo eliminato nel corso della sesta puntata con il 59% dei voti. Dal 13 ottobre 2012 conduce Time House - Il tempo della scienza su TGcom24. Dal 16 ottobre 2012 conduce "A reti unificate", programma a cadenza settimanale sull'attualità, specie in riferimento al Sud, in onda su reti locali. Dal 4 aprile al 31 luglio 2016 ha condotto tutte le sere il TG4 delle 19:00., spesso e volentieri con il meteorologo Andrea Giuliacci per la sezione in diretta delle previsioni meteo. Dal 30 novembre 2016 conduce un suo nuovo programma La settima porta su Rete 4 in prima serata (una sorta di sequel del suo programma più celebre La macchina del tempo).

### Esperienze politiche
È stato attivista della Federazione Giovanile Repubblicana.
Poco prima delle elezioni europee del 2004, in cui era candidato con Forza Italia, dichiara pubblicamente la propria «omoaffettività». In seguito affermerà di essere prima bisessuale e poi omosessuale e rilascerà dichiarazioni sui suoi trascorsi sentimentali con persone del suo stesso sesso. Alle consultazioni europee Cecchi Paone ottiene circa 29 000 voti e non viene eletto. Nel corso delle successive consultazioni appoggia il partito Riformatori Liberali, sostenendone sia i candidati nella coalizione della Casa delle Libertà, sia i candidati inseriti nelle liste di Forza Italia.
In seguito, però, esprime posizioni critiche verso la Cdl, così come verso il centro-sinistra, e dichiara di voler lavorare per i diritti degli omosessuali insieme con Franco Grillini, fuoriuscito dai Democratici di Sinistra. I due, nonostante siano vicini ad associazioni LGBT di diversa estrazione (per Grillini l'Arcigay, di centro-sinistra, e per Cecchi Paone Gay Lib, di centro-destra, anche se il conduttore ha partecipato anche a iniziative della prima) nel luglio del 2007 aderiscono alla Costituente Socialista indetta da Enrico Boselli in vista della ricostituzione del Partito Socialista Italiano nella coalizione di centro-sinistra.
Nel 2008 prende la tessera del Partito Repubblicano Italiano nell'ambito del quale ricopre, nel 2011, la carica di consigliere nazionale, e inizia a collaborare con il quotidiano nazionale La Voce Repubblicana, curando la rubrica "Il partito della modernità". Dal 24 giugno 2011 è membro del comitato di segreteria del Partito Repubblicano Italiano. Da sempre simpatizzante del Partito Radicale di Marco Pannella, nel maggio 2009 dichiara che in occasione delle elezioni europee 2009 avrebbe votato per la Lista Bonino Pannella.
In occasione delle elezioni europee del 2014 Cecchi Paone si ricandida al Parlamento Europeo nelle liste di Forza Italia sempre nella Circoscrizione Italia meridionale (che comprende i collegi di Abruzzo, Molise, Campania, Puglia, Basilicata e Calabria); anche questa volta risulta non eletto con 16.451 voti. Ha dichiarato: "Vorrei il matrimonio tra omosessuali ma in Italia mi accontento anche delle unioni civili, come in Francia, mentre sono favorevole all'adozione del single anche gay. Il gay può convivere con chi gli pare. L'importante è che sia una persona affidabile. Sull'eutanasia ognuno deve essere libero di scegliere come e quando morire. E finalmente la Corte Costituzionale ha smontato la legge 40 sulla fecondazione assistita". Il 29 aprile 2021 è stato nominato consigliere della Commissione Istruzione, Beni Culturali e Ricerca del Senato in materia di cittadinanza digitale, ruolo che ricopre a titolo gratuito.
Alle elezioni europee del 2024 è candidato in sesta posizione nella circoscrizione nord-occidentale tra le file di Stati Uniti d'Europa, lista promossa da Emma Bonino, sua testimone di nozze. Cecchi Paone con circa 2.900 preferenze si piazza settimo, ma la lista non supera la soglia di sbarramento.

### Vita privata
Alessandro Cecchi Paone è stato sposato con Cristina Espinosa Navarro, conosciuta durante un soggiorno giovanile in Spagna; la relazione è finita nel 2003.
In un'intervista rivela la sua omosessualità dopo dieci anni di matrimonio. Il 22 dicembre 2023 si è unito civilmente con Simone Antolini.
Si professa ateo.

## Sport
Nel settembre 2014 salva in extremis la squadra di calcio principale di Positano, il San Vito Positano, dal fallimento rilevando la società e portandola alla promozione in Eccellenza campana.

## Controversie
- Nel febbraio 2013 Alessandro Cecchi Paone venne condannato a pagare 600 euro di multa per ingiurie durante un fuori onda della trasmissione Mattino in famiglia, durante il periodo del Festival di Sanremo 2007. Tali ingiurie consistevano nel fatto che Cecchi Paone aveva all'epoca dato del "cialtrone" a Sandro Silvestrini (un bancario di Sarzana, in provincia di La Spezia) e rimproverato aspramente alcune ragazze, tra cui la cantante Marta Scaramelli. Sandro Silvestrini e Maria Scaramelli erano all'epoca partecipanti de L'isola dei Famosi.[26] Per lo stesso motivo, Cecchi Paone era già stato citato in giudizio a dicembre 2011.[27]
- Nel giugno 2023 viene condannato a pagare 20000 € per diffamazione nei confronti del partito Fratelli d'Italia dal Tribunale di Roma: Cecchi Paone contestò la linea del partito di Giorgia Meloni sul green pass durante la pandemia da Covid-19 come ospite della trasmissione Zona bianca il 14 luglio 2021.[28]

## Pubblicazioni
- Il regno dei dinosauri, Il Saggiatore, 2000
- Le frontiere dello spazio, Il Saggiatore, 2000
- Un saggio mi ha detto, Il Saggiatore, 2001
- Sì global: Ragioni e vantaggi della globalizzazione, Il Saggiatore, 2002
- Ulisse: L'eroe che inventò il Mediterraneo, Rizzoli, 2002
- I graffiti e Internet, Net, 2002
- Dal computer ad internet, De Agostini, 2002
- Viaggio nella preistoria, De Agostini, 2002
- L'avventura delle quattro ruote, De Agostini, 2003
- Nel mondo degli antichi romani, De Agostini, 2003
- Solo per amore: Famiglia e procreazione nel mondo globale, Il Saggiatore, 2004
- Immagini dal mondo, Utet, 2004
- Quando Lucy iniziò a camminare, Net, 2005
- Alessandro Magno ieri e oggi, Rizzoli, 2005
- Ai confini dell'universo, De Agostini, 2006
- A viso aperto, Marsilio, 2006
- Pianeta serra: La verità sul clima che cambia, con Giulio Divo, Sperling & Kupfer, 2008
- Ulisse - L'eroe, l'uomo, Armando Curcio Editore, 2008
- Federico II: Falco della pace, con Alessandro Casale, Armando Curcio Editore, 2008
- Gengis Khan: La legge del lupo, con Alessandro Casale, Armando Curcio Editore, 2009
- ALLA LUCE DEL SOLE vive il pianeta riparte l'economia, Giulio Divo, 2009
- La rivolta degli zingari Auschwitz 1944, con Flavio Pagano, Mursia 2009
- 2012: Manuale contro la fine del mondo, Gangemi editore, 2011
- Il campione innamorato - giochi proibiti nello sport, con Flavio Pagano, Giunti, 2012
- Dieci vite per la scienza, Rubbettino, 2013
- Le ragioni dell'altro, con Paolo Gambi, Piemme, 2013
- Covid segreto. Tutto quello che non sapete sulla pandemia, con Pierpaolo Sileri, PaperFIRST, 2020
- NO Store: La fine dei mercati reali, con Augusto Drisaldi Sette, Lupetti, 2021
- Eroi del nostro tempo: Liliana Segre, Armando Curcio Editore, 2023
- Eroi del nostro tempo: Papa Francesco, Armando Curcio Editore, 2023
- Raimondo di Sangro di Sansevero. Dialogo sull’immortalità, Armando De Nigris Editore, 2024

## Televisione
- Trenta minuti giovani (Rete 2, 1977-1978)
- Mister O (Rai 1, 1985)
- Il bello della diretta (Rai 1, 1986)
- Intorno a Noi (Rai 1, 1986-1987)
- Donna sotto le stelle (Rai 1, 1987)
- Il nuovo mondo (Rete 4, 1988)
- Monitor (Rete 4, 1988)
- Dentro la notizia (Rete 4, 1989)
- La lunga notte degli Oscar (Canale 5, 1990)
- 10.000 Sentieri d'amore (Rete 4, 1990)
- Star 90 (Rete 4, 1990)
- Benvenuta Telecinco  (Canale 5, 1990)
- Cara TV (Canale 5, 1990-1991)
- Io sto con la natura (Canale 5, 1990-1991)
- TG2 (Rai 2, 1992-1994)
- Etna: mille e una vita (Rai 1, 1992)
- Mattina 2 (Rai 2, 1992-1993)
- Coraggio di vivere - 62 ore per la vita (Rai 2, 1992)
- RaiDue per voi estate (Rai 2, 1992)
- Mattina in famiglia (Rai 2, 1993-1994)
- Mezzogiorno in famiglia (Rai 2, 1993-1994)
- Pomeriggio in famiglia (Rai 2, 1993-1994)
- Tempo di tv - RAI 1954-1993. La televisione racconta l'Italia (Rai 1, 1993)
- Dietro il chador, una donna occidentale a confronto con l'Islam (Rai 2, 1993)
- I paesi del miracolo (Rai 2, 1994)
- La cronaca in diretta (Rai 2, 1994-1995)
- Cinema cronaca (Rai 2, 1995)
- Italia interroga (Rai 2, 1995)
- Eroi per caso - Storie di vite salvate (Rai 2, 1995)
- 740 che fare? (Rai 2, 1995)
- Via D'Amelio 3 anni dopo (Rai 2, 1995)
- La notte delle idee (Rai 2, 1995)
- Giorno per giorno (Rete 4, 1995-1996)
- Giorno per giorno - Amici animali (Rete 4, 1996)
- Trenta ore per la vita (Canale 5, Italia 1, Rete 4, 1996 Inviato 1997-1998)
- Studio Aperto 20.30 (Italia 1, 1997)
- Tipi Top (Rete 4, 1997)
- La macchina del tempo (Rete 4, 1997-2006)
- 500 giorni al 2000 - Testimoni del Futuro (Rete 4, 1998)
- Titanic - Notte di mistero (Rete 4, 1998)
- L'emozione della vita (Rete 4, 1998)
- Nel mondo dei dinosauri (Rete 4, 2000)
- Genius (Italia 1, 2001)
- Appuntamento con la storia (Rete 4, 2001-2006)
- Mediterraneo sulla rotta di Ulisse (Rete 4, 2002)
- Archimede (Canale 5, 2002)
- Alessandro e le conquiste dell'economia (Mediolanum Channel, 2005-2006)
- Pandora (Marcopolo TV, 2006)
- Open Space (GAY.tv, 2006)
- Azzardo (Italia 1, 2007)
- L'isola dei famosi 5 (Rai 2, 2007) concorrente
- Scommettiamo che...? (Rai 2, 2008)
- Mistero (Italia 1, 2011) Inviato
- Time House - Il tempo della scienza (TGcom24, 2012-2013)
- L'isola dei famosi 9 (Rai 2, 2012) concorrente
- A reti unificate (Napoli Canale 21, Canale 9, Canale 8, Televomero, 2012-2014)
- TG4 (Rete 4, 2016)
- La settima porta (Rete 4, 2016-2017)
- Grande Fratello VIP 3 (Canale 5, 2018) concorrente
- Back to School 2 (Italia 1, 2023) concorrente
- L'isola dei famosi 17 (Canale 5, 2023) concorrente

## Radio
- Il Signor Bonalettura (Rai Radio 2, 1993)
- Klima News (Radio Kiss Kiss, 2007 - in corso) - conduttore

## Discografia
- 2008 - La ballata dell'Orso Paone (CD singolo)